# Roque Lázaro
Roque Lázaro fou un compositor espanyol dels segles XVII i XVIII. El 28 d'octubre de 1695 va fer oposicions a la plaça de mestre de capella de Tudela (Navarra). Algunes de les seves obres es conserven en antics manuscrits que els erudits aprecien molt.